# František Mareš (pedagog)

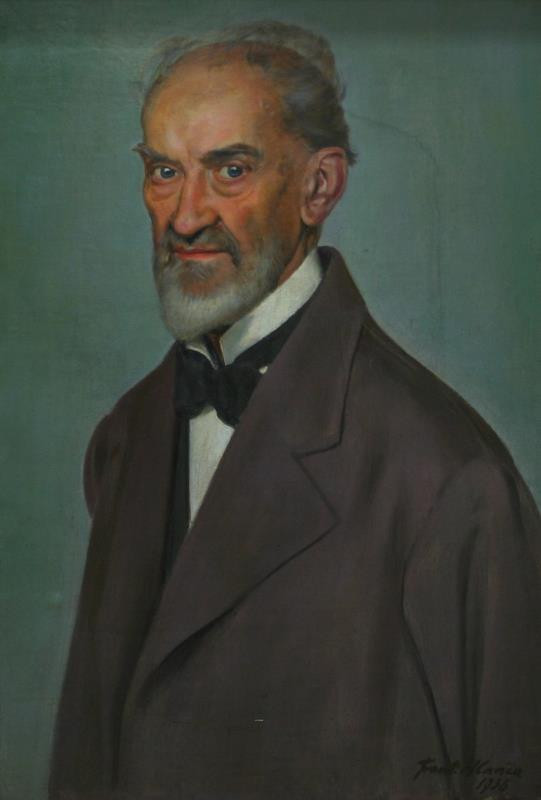
portrét od Františka Hlavicy, 1935

František Mareš (30. září 1862, Křetín, Rakousko-Uhersko – 11. září 1941, Brno, Protektorát Čechy a Morava) byl český pedagog.

## Život
Roku 1880 odmaturoval na německé reálce v Brně. Z důvodů úmrtí otce bylo zapotřebí živit rodinu, proto vstoupil do čtvrtého ročníku učitelského ústavu v Brně, kde složil zkoušky způsobnosti. První učitelské kroky učinil jako podučitel v Drnovicích na blanensku. Ve školním roce 1884/1885 působil jako suplující učitel na ženském učitelském ústavu v Brně. Od roku 1888 působil na přání Vesniny jednatelky Elišky Machové jako ředitel Pokračovací školy pro dívky, která spadala pod Dívčí vzdělávací jednotu Vesna. Postupem času pokračoval ve svém vzdělávání na německé a následně i české technice, kde složil aprobaci pro střední školy z chemie, matematiky a fyziky. Roku 1919 odešel do penze. Na čas odešel na Slovensko. V roce 1939 se však vrací a opět začíná pracovat pro Vesnu, tentokrát jako školní rada. V roce 1941 zemřel na mrtvici.
V rodném Křetíně byla na zámku umístěna v roce 1947 pamětní deska, připomínající místního rodáka.